# Tóth Lajos (jogász)
Tóth Lajos (Kiskunhalas, 1876. szeptember 28. – Budapest, 1936. november 25.) akadémikus, a magyar magánjog professzora.

## Élete
A kiskunhalasi Toóth (1848 után Tóth) János és Zseny Krisztina házasságából – két idősebb testvér mellé – 1876. szeptember 28-án két fiúgyermek született: Lajos és Károly. Az ikrek szellemisége, mentalitásuk és életpályájuk egyaránt számos közös jegyet mutatott. A művelt, vagyonos család szellemi hagyományairól az út- és hídépítő mérnök, mintagazda édesapa gondoskodott, aki kecskeméti diákkorában Jókai és Petőfi társaságába tartozott, míg a hét gyermek (köztük Lajos és Károly) gondos neveltetését az édesanya, az egyik híres helyi földbirtokos család leánya irányította.
Tóth Lajos a szülővárosa Református Főgimnáziumában 1895-ben kiváló eredménnyel letett érettségi után a Budapesti Tudományegyetemen végezte jogi tanulmányait. Az iskolapadot mindig ikertestvérével együtt koptatta: együtt hallgatták az egyetem (a jogi kar) „fénykorában” Concha Győző, Grosschmid Béni, Plósz Sándor, Nagy Ferenc vagy épp a fiatal Polner Ödön előadásait, fejtegetéseit. Tóth Lajost kezdetben a közjog csábította, érdeklődését e jogterület iránt kedvenc tanára, Concha Győző keltette fel.  A gondolkodó szellemű fiatal joghallgatót viszont Grosschmid Béni Fejezetek kötelmi jogunk köréből című munkájának megjelenése (1898, majd 1901) a magánjog irányába indította el, ezzel – bár a közjog iránt Tóth Lajos mindvégig fogékony, nyitott maradt – kijelölte a későbbi meghatározó oktatási és kutatási területet. Az egyetemi impulzusokból, a Conchához fűződő bensőséges viszonyból eredt, hogy a szigorló hallgató doktori értekezését közjogi (politikai) tárgykörben készítette és későbbi munkáiban is vissza-visszaköszönt a közjog és a magánjog elválasztásának kérdése, a Concha-féle megközelítés. Mindvégig kiemelkedően teljesített vizsgái és színvonalas értekezése alapján az 1903/1904. tanévben – ikertestvérével együtt – sub auspiciis regis avatták doktorrá.
Egyetemi éveit követően Budapesten ügyvédjelölt lett, ám 1904 szeptemberében már a Debreceni Református Kollégium falai közt működött Jogakadémia oktatói között találjuk: Karsa István nyugdíjba vonulása után meghívták a magyar és osztrák magánjogi tanszékre, mint első helyen jelöltet, és egyhangúlag választották meg tanszékvezetővé. Itt teljes szakmai és vallási elhivatottsággal működött, a Kollégiumban töltött tíz év alatt kétszer (az 1905/6. és az 1913/14. tanévben) volt a Jogakadémia dékánja, az 1910/11. tanévben pedig a Kollégium akadémiai igazgatója. Itteni működése alatt, 1910-ben a budapesti egyetemen magyar magánjogból egyetemi magántanárrá habilitálták.
Az első világháború kitörésekor bevonult és tüzérségi szolgálatba állt. A szolgálatnak az vetett véget, hogy a vallás- és közoktatásügyi miniszter által 1914. március 14-én a megalakított Debreceni Tudományegyetemre kiírt egyetemi tanári álláshelyre beadott pályázatát a szakbizottság elfogadta, és ez alapján 1914. augusztus 28-án egyetemi tanárrá nevezték ki.
Tóth Lajos az egyetem Jog- és Államtudományi Karának megalapításakor a Magánjogi Tanszék vezetését kapta feladatul, melyet haláláig töltött be. Az egyetemi évei alatt is két ízben, az 1921/22. és az 1931/32. tanévben volt a Jog- és Államtudományi Kar dékánja, miközben az egyetemi szintű vezetésbe is bekapcsolódott. Szakmai és emberi nagyságának elismerésére utal, hogy a legfeszültebb tanévek egyikében, az 1919/20-as akadémiai évben (Kiss Géza eltávolítása után) prorektorrá választották, és a román megszállás időszakában a szíve miatt állandóan betegeskedő, valamint egy ideig internálása miatt távollevő Kenézy Gyula akkori rektor helyett szinte egyedül ő irányította az egyetem adminisztrációját.
Tóth Lajost az egyetemen töltött évtizedek alatt a szorosan vett professzori munka mellett kiemelkedően aktív közéleti szerepvállalás jellemezte. Számos közigazgatási és egyházi tisztséget töltött be – minden fórumon a legnehezebb feladatokat magára vállalva. Miután 46 évesen rászánta magát a házasságra, és 1922-ben feleségül vette egyik professzortársa leányát, Csánki Erzsébetet, e kiegyensúlyozott családi háttér mellett bekapcsolódott az önkormányzati igazgatásba is: részt vett Pest-Pilis-Solt-Kiskun vármegye és Debrecen szabad királyi város törvényhatósági bizottságának munkájában, tagja volt Debrecen város törvényhatósági kisgyűlésének, a kritikus időszakban ellátta a város anyagi helyzetének átvizsgálására létrehozott takarékossági bizottság elnöki tisztét. 1926-tól póttagként, 1930 őszétől a Debreceni m. kir. Tisza István Tudományegyetem megválasztott képviselőjeként részt vett a magyar országgyűlés felsőházának munkájában is. Az év végén a debreceni egységes párt egyik elnöke lett, e működése során politikájának fő területe változatlanul a törvényhatósági élet maradt.
A református egyház igazgatásában – talán a családi hagyományoktól vezetve – úgyszintén jelentős szerepeket vállalt. Évtizedeken át tagja volt a református egyház törvényhozó zsinatának, ellátta a Tiszántúli Egyházkerület világi al- (1918-tól), majd főjegyzői (1922-től) feladatait, majd a református egyház egyetemes konventjének tagjaként, 1931-től egyik jegyzőjeként is dolgozott. Az 1930-as években az egyházi fegyelmi ügyek rendes és rendkívüli bizottságának és a két protestáns egyház közös ügyeit intéző bizottságnak világi tanácsbírája, az egyetemes tanügyi bizottságban a jogi oktatásügyek előadója volt.
A működése idején készült méltatások, a fennmaradt cikkek és a halála után megjelent nekrológok mindegyike arra enged következtetni, hogy Tóth Lajos életműve koronájának mégis az egyetemi rektori tiszt elnyerését tekintette, és nagyon készült azt méltón betölteni. Ez a megtiszteltetés azonban csak az 1934/35. akadémiai évben következett be, amikor azonban egészségi állapota már nem engedett valódi, aktív tevékenységet.
Feltehetően a rektori hivatal kitöltése jelentette az alkalmat, de minden bizonnyal Tóth Lajos teljes életműve, emberi és szakmai eredményei adták az okát és alapját annak, hogy leköszönésekor Horthy Miklós kormányzó a Magyar Érdemérem középkeresztjével (hivatalos nevén II. osztályú Magyar Érdemkereszt) tüntette ki. A kitüntetést hivatali utódjától, Benedek László rektortól vette át a következő tanév megnyitóján, 1935. szeptember 20-án.
Az egyetem szokásrendjének megfelelően a rektori évre következő, 1935-36. tanévben prorektorként működött, majd nem sokkal prorektori évének lejárta után, 1936. november 25-én Budapesten elhunyt. Temetésére november 27-én az egyetem díszudvarán történt gyászszertartás után került sor. A köztemetőben Debrecen szabad királyi város díszsírhelyet adományozott nagytiszteletű professzorának.
Mint embert, tanárt és kollégát, a kortársak egyaránt pozitívan értékelték. A temetésen elhangzott gyászbeszédek szerteágazó tevékenységének különböző irányait emelték ki, de ugyanazokat az emberi jellemvonásokat méltatták: egyenes jellemet, bölcs megfontolást, emberszeretetet, kiemelkedő munkabírást…

## Munkássága
Tóth Lajos szakmai munkásságának megítéléséhez sok kisebb tanulmánya, valamint öt részből álló rendszeres magánjogi munkája adja a kiindulópontot. Ezen túlmenően azok a szakmai feladatok, amelyeket elvállalt és becsülettel ellátott, valamint azok az elismerések, amelyeket munkája eredményeként a tudományos életben kapott. Tóth Lajos, aki – mint láttuk – egész életében hű maradt a magánjogi katedrához, a tudományszervezésből, a tudomány terjesztéséből is kivette részét. 1921-től a debreceni székhelyű, és az egyetem oktatói által alapított Tisza István Tudományos Társaság alapító és rendes tagja, 1921 őszétől főtitkára, 1929-től 1936-ig elnöke volt. Amint tanítványa és későbbi pályatársa, Nizsalovszky Endre írta, „tudományos egyéniségének teljes kialakulása után”, 57 évesen lett a Magyar Tudományos Akadémia levelező tagja, és e minőségében működött haláláig. Munkássága a magánjog egészét átfogta, bár elsősorban az öröklési jogban érvényesülő belső törvényszerűségek feltárására koncentrált. Az öröklési jog volt a magánjognak az a területe, ahol leginkább otthon érezte magát, amelyet leginkább, és legszívesebben művelt. Csupán a személyi és családjoggal nem foglalkozott önálló rendszeres munkában, de az általános részben és a jogképesség kapcsán az előbbi, az öröklési jog kapcsán pedig az utóbbi vonatkozás is hangot kapott munkásságában (bár csak periférikusan, hiszen a családjogot nem tekintette igazán magánjognak). Rendszeres művének koronája pedig a kötelmi jogot tárgyaló, csonkán maradt kötet lett.
A tény, hogy 32 évet töltött el ugyanannak az egyetemnek ugyanazon tanszékén anélkül, hogy a katedrát – vagy a praxist – másutt is kipróbálta volna, azt a benyomást keltheti, hogy Tóth Lajos valószínűleg „belekövesedett” vidéki környezetébe, annak minden konzervatív igényével és negatív hatásával együtt. Valóban, a szocializmus történetírása rá is (mint a teljes debreceni jogász professzori karra) rásütötte az elmaradottság, a túlzott konzervativizmus provinciális gondolkodásának bélyegét. Mai jogszemléletünk és a modern tudománytörténeti kutatások tükrében újraolvasva Tóth Lajos munkáit, arra a meggyőződésre jutunk, hogy minden bizonnyal nem ez az értékelés a helyes. Jóllehet, néhol akkor elfogadott, de azóta meghaladott jogbölcseleti tételek tévútra viszik a gondolatmenetet, de világos, logikus, és a századforduló illetve századelő jogi szabályozási igényeinek megfelelő, azokra adekvát megoldást kereső elméleti fejtegetések adják Tóth Lajos munkásságának legjelentősebb részét. Korának, neveltetésének és meghatározó professzorainak ismeretében nem meglepő, hogy Tóth Lajos művei, tartalmukat tekintve a magánjog „nemzeti konzervatív” irányzatához sorolhatók, de jelleméből adódóan a tudós nem utasított el azonnal minden modern eszmét, hanem gondosan mérlegre tette azt az elmélet és a gyakorlat szemszögéből egyaránt, összevetette a magyar jogi hagyományokkal, és ha az új eszköz alkalmasnak mutatkozott, felvette azt eszmerendszerébe. Így volt ez a nemzeti konzervatívok általános kodifikáció-ellenességével is: Tóth Lajos nemhogy nem utasította el, hanem – jogi, gazdasági és politikai szempontból vizsgálva egyaránt bevezethetőnek, sőt, szükségszerűnek tartotta a magyar magánjog nemzeti kódexének elfogadását és hatályba léptetését.
Eltekintve első, közjogi tárgyú tanulmányától, kizárólag a tételes magánjog velejébe vágó kérdéseket tárgyalt a korára annyira jellemző, többnyire a német történeti jogi iskola tanait elfogadó, filozofikus megalapozottságú dogmatikus érveléssel, figyelembe véve (gyakran indokolt kritikával szemlélve) a mások által felállított téziseket, és mindig önálló ítéletet alkotva. Kortársai között elismert elméleti jogásznak számított, akit sokszor és sokan hivatkoztak elismeréssel,  de mindez mégsem jelenti, nem jelentheti azt, hogy teljesen önálló magánjogi elméletet dolgozott volna ki. Munkásságában néhány magyar és külföldi szerző hatása egyértelműen kimutatható. Legkorábbi tanulmányaiban, különösen A vérség oltalma címűben érezhető a XIX. század első fele legnagyobb alakjának, Frank Ignácnak, a későbbiekben pedig Grosschmid Béninek jellegzetes gondolatmenete. „Életének legnagyobb mestere … ifjúi tanulmányainak lenyűgöző erejű mintaképe, minden idők legnagyobb és legmagyarabb jogtanítója: Grosschmid volt és maradt. Azonban az őseredeti tehetségű nagymester csak követőt, de nem egyszerű utánzót talált az őseredeti tehetségű tanítványban, ki még a mesterrel szemben is megőrizte ítélete függetlenségét, s vele legfeljebb a tudományos tárgyalásmód élénk, közvetlen formájában, a nyelv zamatos magyarságában, de nem tartalmi függőségben mutat egyezést.” – vélekedett (utólag is igazolhatóan) a kortárs Marton Géza.  Emellett elfogadja, és gyakran idézi műveiben Szászy-Schwarz Gusztáv jó néhány, a kötelmi jog általános szabályaira vonatkozó megállapítását. Adalékként, különösen a jogviszonyok és az azok igényállapotának összevetése kapcsán hozott példákban pedig sokszor hivatkozik a testvére, Tóth Károly perjogi tankönyvére is. Mindez Tóth Lajos gondolati mélységére utal: arra, hogy egy-egy kérdés tárgyalása során „nem szórja szét a figyelmét minden lehető vagy felbukkanható véleményre. Ember legyen az magáért, akit ő megtisztelt a figyelmével, de azt aztán megtiszteli minden tisztességadással” – ahogy a pályatárs Kun Béla is jellemezte.
Nagy tárgyi tudása és rendszerező hajlama ugyanakkor arra indították, hogy csak alaposan átgondolt és végigvezetett munkát adjon ki kezéből, emiatt sokszor bonyolult, néha egészen nehezen követhető tanulmányai születtek. Szerzői gondolatmenetére jellemző, a katedra hatását mutató jegy, hogy sokszor tesz fel az olvasónak szóló, továbbgondolásra késztető kérdéseket, melyeket egyik recenzense kifejezetten pozitívnak, a megértést segítőnek értékelt,  de melyek a kései olvasó számára igen nehézkessé teszik a munka követését. Ugyanakkor fejtegetései – még akkor is, ha ma már régen meghaladottá vált tételeket akar igazolni – olyan nyilvánvalóak, hogy az olvasó – saját, eltérő meggyőződése és tanulmányai ellenére is – azt mondja: a szerzőnek igaza van. A szerző kutató, a magánjog rendszerének legmélyén található összefüggésekre rámutató munkáit olvasva feltétlenül jogosnak tűnik az a (szintén Kun Bélától származó) megállapítás, amely szerint „Tóth Lajos nem a tudomány népszerűsítésére volt elhíva.”
Meglepő azonban, hogy a nemzetközi szakirodalomból viszonylag kevés valódi hatás mutatható ki Tóth Lajos munkásságában. Nem azért, mintha nem olvasta volna a külföldi szakmunkákat (ennek éppen ellenkezőjéről győz meg minket minden tanulmányának eredeti nyelvű hivatkozásállománya, sőt őt kevésbé ismerő kortársai is azt vetették a szemére, hogy olvasmányai miatt a germanizmus eluralkodik írói stílusán), hanem elsősorban azért, mert álláspontja és szakmai meggyőződése szerint a magyar jogot a magyar hagyományokból kell (és lehet is) megújítani, nem pedig idegen jogintézmények befogadásával és meghonosításával. Erre vonatkozott Szentpéteri Kun Bélának az egyik munka kapcsán tett megállapítása, amely szerint „Tóth Lajosnál magyarabbul és magyarosabban gondolkodó jogászunk kevés van.”
Mindemellett – a korszakra jellemző aktivitással – figyelemmel kísérte a nyugat-európai (elsősorban német) jogtudomány fejlődését is. Bár hozzáértő pályatárs, Nizsalovszky Endre csak a jogfilozófusok, így Rudolph Sohm, Rudolf Stammler és Carl Schmitt nyomait emelte ki a professzor írásaiban, nem lehet nem észrevenni az általa abszolút tekintélynek elfogadott Windscheid és a Savigny-féle történeti jogi iskolából kinőtt fogalmi jogtudomány más képviselőinek állandó jelenlétét sem. Mert Tóth Lajos kora már túllépett a klasszikus történeti iskolán, amely – ahogyan ezt korábban Schwarz Gusztáv megfogalmazta – múlhatatlan érdemeket szerzett azáltal, hogy „a törvényhozásban a jogi conservativismust, a tudomány terén a forrástanulmányt és élesebb systematicát, a jogbölcselet terén a positivismust, azaz a létező bölcseletét és az összehasonlító módszert honosította meg,” de hű maradt annak fogalmi-rendszertani és konstruktív irányzatához. Ezen irányzat gondolkodásában előtérbe került a szigorúan logikus jogi formalizmus. A közös jog hatalmas és nehezen átlátható anyaga szerintük csak egy mesterien megalkotott, logikus, tökéletes fogalmi rendszer segítségével uralható. E gondolkodásmód eredménye a fogalmak genealógiája, illetve hierarchiája lett, melyből az újabb és újabb jogtételek, valamint az alapelvek levezethetők. Innen eredt az általános rész szükségességének (a kodifikációs törekvések során sokszor vitatott) kérdése is. A történeti jogi iskola tanítványaiból kinőtt pandektatudomány (a jogtudományi pozitivizmus és a fogalmi jogtudomány) alkotta meg az öt részből álló kódexszerkezetet, az ún. pandekta-rendszert.
A (matematikai elvek szerint orientálódó) jogtudományi pozitivizmus a magánjogot zárt rendszerként képzelte el. Az irányzat képviselői nem állították azt, hogy a jogtételek hézagmentes egészet alkotnának, de a pozitív jog hiátusait szerintük a fogalmi piramisban azon fogalmak illetve tételek helyettesíthetik, amelyeket a tudomány (és ennek nyomán konkrét ügyben a bíró) vezet le logikai szubszumpció útján. Ezért rendszerük csak „per definitionem” hézagmentes, a hézagmentesség – jogpolitikai szándékkal felállított – fikció.  Az iskola „tévútra” akkor lépett, amikor a jogot „kizárólag a tudomány rendszeréből, fogalmaiból és elfogadott tantételeiből” vezette le, és ebből vonta le következtetéseit. Akkor, amikor azt állította, hogy a „helyes jogról” alkotott időtlen érvényességgel bíró kijelentések olymódon értetődnek, hogy azoknak (mint egy mechanikus tételnek vagy helyes fizikai képletnek) a logikus alkalmazása szükségszerűen szintén helyes (azaz igazságos) döntéshez vezet.
Tóth Lajos, a debreceni m. kir. Tisza István Tudományegyetem Jog- és Államtudományi Karának – itteni professzori ideje alatt egyetlen – akadémikusa monumentális munkásságot hagyott maga után, melyben nyomon követhető a fogalmi jogtudomány gondolkodásmódja. Sajátos megállapításait az utókor ugyan csak csekély mértékben vette át, és nem tekinthető olyan iskola- vagy rendszerteremtő mesternek, mint Grosschmid Béni vagy Szladits Károly, e rövid ismertetés azonban talán alkalmas arra, hogy lássuk: az a méltatlan feledés, amelyet Tóth Lajos napjaink magánjogtudományától elszenved, mégsem megalapozott. A jogtudomány-történeti kutatások számára további értékes vizsgálódások tárgya lehet e neves szerző, aki mind emberileg, mind szakmailag, szűkebb környezetében és a hazai jogtudomány nyilvánossága előtt egyaránt sok sikert, nagy elismerést aratott.

## Bibliográfia
- Közjogi és politikai tanulmány a Budget-jogról Hornyánszky Viktor császári és királyi udvari könyvnyomdája, Budapest, 1904. 61 o.
- A vérség oltalma Különlenyomat a Debreceni Református Főiskola akadémiai tanszakainak 1904-05. évi Évkönyvéből, Debreczen szab. kir. város Könyvnyomda-Vállalata, Debreczen, 1905. 9-38.
- A növedékjog. Hegedüs és Sándor Könyvkiadó-Vállalata, Debreczen, 1908. 298 o.
- Az öröklési jog fogalma Különlenyomat a Debreceni Református Főiskola 1910-11. évi Évkönyvéből, Debreczen szab. kir. város Könyvnyomda-Vállalata Debreczen, 1911. 3-18.
- Előkészítő jogviszony Különlenyomat a Grosschmid-emlékkönyvből, A Nyugat Nyomdája, Budapest, 1912. 36 o.
- Vélemény a magyar általános polgári törvénykönyv tervezetéhez / Tóth Lajos. Debrecen : Debrecen város Kny., 1914. 120 p.
- Magyar magánjog : általános tanok : bevezető tételek / Tóth Lajos. Debrecen : Csáthy F., 1914.
- Bíráló vélemények a polgári törvénykönyv javaslatáról. Örökjogi rész. Magyar Jogászegyleti Értekezések Új folyam XI. Budapest, 1915. 133-147. és 198-205.
- Közjog-magánjog Magyar Jogi Szemle 1 (1920) 460-475. és 519-537.
- Magyar magánjog – Általános tanok első kötet Második kiadás, Hegedűs és Sándor Irodalmi és Nyomdai Részvénytársaság Könyvkiadóvállalata, Debreczen, 1922. 360 o.
- Magyar magánjog – Általános tanok második kötet Hegedűs és Sándor Irodalmi és Nyomdai Részvénytársaság Könyvkiadóvállalata, Debreczen, 1923. 456. oldal
- A debreceni Tisza István Tudományos Társaság Almanachja. Debrecen : Tisza István Tudományos Társaság : Debrecen sz. kir. város és a Tiszántúli ref. egyházkerület Ny, 1925-1930. 2 db
- A jogképesség a magyar általános polgári törvénykönyv tervezetében Magyar Jogi Szemle 6 (1925) 265-292. oldal
- A jogképesség a magyar általános polgári törvénykönyv tervezetében : székfoglaló, melyet szerző az I. osztályának 1925. március 10-én tartott felolvasó ülésén mutatott be / Tóth Lajos. Debrecen : [S.n.], 1925. 30 p. (A Debreceni Tisza István Tudományos Társaság I. osztályának kiadványai
- Magyar magánjog – Dologi jog Városi Nyomda, Debrecen, 1930. 443. oldal
- Magyar magánjog – Öröklési jog Városi Nyomda, Debrecen, 1932. 355 oldal
- Abszolút és relatív magánjogi jogviszonyok Értekezések a társadalomtudományok köréből. A M. T. Akadémia kiadványa, Budapest, 1933. 41 oldal
- Kötelem fogalma Glossza Grosschmid Béni: Fejezetek kötelmi jogunk köréből című művéhez, Budapest, 1933. II. kötet II. rész, 657-728. oldal
- A z utóörökös nevezés kérdéséhez A Miskolci Jogászegylet könyvtára 97. Miskolc, 1933.
- Az utóörökösnevezés kérdéséhez / Tóth Lajos. Miskolc : Ludvig Ny, 1933. 6 p. (Miskolci jogászélet könyvtára)
- A szentkorona öröklésének kérdése Királyi Közjegyzők Közlönye 32 (1933) 251-255. oldal
- Kötelem fogalma : Grosschmid: Fejezetek 135-139. §§-hoz / Tóth Lajos. Budapest : Grill, 1933. 74 p.
- Tisza István emlékezete / Tóth Lajos. Debrecen : Városi Ny., 1934. 8 p. (A Debreceni Magyar Királyi Tisza István Tudományegyetem kiadványai)
- Magánjogunk kodifikációja kérdéséhez Királyi Közjegyzők Közlönye 33 (1934) 33-36. oldal
- A magánjogi kodifikáció Magyar Jogi Szemle 15 (1934) 306-312. oldal
- Magyar magánjog – Kötelmi jog A M. T. Akadémia Jogtudományi Bizottságának kiadványsorozata 8., A Magyar Tudományos Akadémia kiadása, Budapest, 1938. 385 oldal